# Swamp Terrorists
Swamp Terrorists sind eine in Bern ansässige Schweizer Electro-Industrial-Band die in den späten 1980er Jahren gegründet wurde. Die Band bestand zuerst aus STR (Programming), Ane H (Gesang) und Francis H (Gitarre), der die Band aber 1989 wieder verliess.
Das Markenzeichen der Band sind harte Elektro-Beats gemixt mit (meistens gesampleten) Gitarrenriffs.
Nach der Veröffentlichung des Albums Combat Shock im Jahr 1994, wurde die Band, vor allem hinsichtlich der kommenden Liveauftritte, durch Bassist Andrej A, Gitarrist Spring und Schlagzeuger Piet Hertig ergänzt. 1995 verliess Gründungsmitglied STR die Band und wurde für die Liveauftritte durch ND ersetzt. Unter anderem konnte die Band erfolgreiche Auftritte in Japan verbuchen, daraus entstand die Live-EP Five in Japan, welche 1997 veröffentlicht wurde. Nach der abschließenden Kompilation Rare & Unreleased wurde es gegen Ende des Jahrtausends ruhig um die Band, die seit 1999 offiziell als aufgelöst gilt.

## Diskografie
- He is Guilty, Machinery/Noise EP (1989)
- Grim-Stroke-Disease, CD Machinery/Noise (1990)
- Grow-Speed-Injection, CD Machinery/Noise (1991)
- Combat Shock, CD Re-Constriction (1994)
- The Get O. EP, 2CD Sub/Mission Records/Cashbeat (1994)
- The Swamp Meat Intoxication (zusammen mit Meathead als Circus Of Pain), CD Sub/Mission Records (1994)
- Killer, CD Metropolis (1995)
- Wreck EP, CD Metropolis (1996)
- Five in Japan EP, CD Metropolis (live) (1997)
- Rare & Unreleased, CD Metropolis (1999)